# Tueʻia
Tueʻia ist eine unbewohnte Insel in der tonganischen Inselgruppe Vavaʻu.

## Geographie
Tueʻia liegt südlich der Hauptinsel Vavaʻu, zusammen mit Nuku zwischen den Inseln Okoa und ʻOloʻua.

## Klima
Das Klima ist tropisch heiß, wird jedoch von ständig wehenden Winden gemäßigt. Ebenso wie die anderen Inseln der Vavaʻu-Gruppe wird Tueʻia gelegentlich von Zyklonen heimgesucht.